# Kiyoshi Hikawa
Kiyoshi Hikawa (氷川 きよし, Hikawa Kiyoshi) est un chanteur japonais de style Enka né le 6 septembre 1977 à Fukuoka au Japon. Il est couramment appelé « Le Prince de l'Enka ». Il utilise occasionnellement le nom KIYOSHI, en lettres romaines majuscules, pour des activités promotionnelles ne relevant pas du style enka.
Il est affilié à la maison de disques Nippon Columbia, et son agence est Nagara Productions. Son nom de scène lui aurait été attribué par Takeshi Kitano, qui l'a aidé au début de sa carrière.
Il apparaît régulièrement dans les émissions NHK Kayō Concert (NHK歌謡コンサート) et Kōhaku Uta Gassen (紅白歌合戦).

## Biographie
Au lycée, Kiyoshi Hikawa était membre du club d'arts du spectacle (芸能部, geinō-bu) et y a appris la chanson. Il se décide pour le style Enka, un fait assez inhabituel pour de jeunes chanteurs, après s'être rendu compte de l'effet des chansons traditionnelles sur les résidents des maisons de retraite qu'il avait visitées. Diplômé du lycée en 1995, Kiyoshi Hikawa se rend à Tokyo pour y être apprenti auprès de Hideo Mizumori durant trois ans. En 2000, il fait son début de chanteur professionnel avec le single Hakone Hachiri no Hanjirō.
Il sort le single Hatsukoi Ressha le 9 février 2005, qui devient numéro un des « Oricon Charts ». En 2006, il remporte le grand prix des 48e Japan Record Awards pour sa chanson Ikken. Le 4 février 2009, il publie le single Rōkyōku Ichidai, qui devient son second single en tête des « Oricon Charts ». Le 20 mai 2009, il publie son album Enka Meikyoku Collection 10: Rōkyōku Ichidai, qui débute en deuxième position des « Oricon Charts », juste toisé par l'album Relapse d'Eminem. Son deuxième single de l'année, Tokimeki no Rumba, sort le 19 août 2009. Ce single débute en première place des « Oricon Charts » avec 68 000 exemplaires vendus en une semaine, ce qui fait de lui le premier chanteur solo du style enka à placer trois singles en première position des « Oricon Charts ». Il publie son album Enka Meikyoku Collection 11: Tokimeki no Rumba en novembre 2009.
Il fait une apparition au début de l'épisode 115 de Dragon Ball Super (sorti le 12 novembre 2017). Il annonce l'épisode

## Particularités
Apprécié des publics de tous âges mais en particulier des femmes d'âge mûr,[réf. nécessaire] il a contribué à rendre à nouveau populaire le style enka auprès des jeunes générations. Il est habituellement habillé de manière contemporaine, plus rarement des kimonos classiques des chanteurs enka.

## Carrière à l'étranger
Kiyoshi Hikawa a voyagé dans de nombreux pays, y compris aux États-Unis. En 2003, il est l'invité d'honneur du Aloha Festival à Hawaï, pour lequel il participe au défilé et termine la semaine de festivités par un concert.

## Discographie
Le classement aux « Oricon Charts » est mentionné à droite de chaque titre lorsqu'il est connu.

### Singles
1. Hakone Hachiri no Hanjirō (箱根八里の半次郎?), 2 février 2000, 11e
2. Ōi Okkake Otojirō (Seishun-hen) (大井追っかけ音次郎～青春編～, 21 février 2001) 8e
3. Kiyoshi Kono Yoru (きよしこの夜?, 21 novembre 2001) 14e
4. Kiyoshi no Zundoko Bushi (きよしのズンドコ節, 6 février 2002) 5e
5. Hoshizora no Akiko (星空の秋子, 21 août 2002) 3e
6. Hakkun no Shiro (白雲の城, 19 février 2003) 3e
7. Kiyoshi no Dodonpa (きよしのドドンパ, 21 janvier 2004) 4e
8. Banba no Chūtarō (番場の忠太郎, J7 juillet 2004) 2e
9. Hatsukoi Ressha (初恋列車, 9 février 2005) 1er
10. Omokoge no Miyako (面影の都, 6 juillet 2005) 2e
11. Ikken (一剣, 3 mars 2006) 2e
12. Aba yo (あばよ, 9 mai 2007) 2e
13. Kiyoshi no Sōran Bushi (きよしのソーラン節, 9 mai 2007) 3e
14. Genkai Funauta (玄海船歌, 13 février 2008) 2e
15. Aishū no Mizuumi (哀愁の湖, 1er octobre 2008) 4e
16. Rōkyōku Ichidai (浪曲一代, 4 février 2009) 1er
17. Tokimeki no Rumba (ときめきのルンバ, 19 août 2009) 1er
18. Shamisen Tabigarasu (三味線旅がらす, 24 mars 2010) 2e
19. Niji-iro no Bayon (虹色のバイヨン, 25 août 2010) 3e
20. Ano Ko to Nogiku to Watashi Bune (あの娘と野菊と渡し舟, 2 février 2011) 3e
21. Jōnetsu no Mariacchi (情熱のマリアッチ, 21 septembre 2011) 2e
22. Sakura (櫻, 8 février 2012) 2e
23. Saigo to kimeta hito dakara (最後と決めた女だから, 19 septembre 2012)
24. Shigure no Minato (しぐれの港, 13 février 2013)
25. Manten no Hoshi (満天の瞳, 28 août 2013)
26. Ohtone Nagarezuki (大利根ながれ月, 29 janvier 2014)
27. Choito Kimagure Wataridori (ちょいときまぐれ渡り鳥, 17 septembre 2014)
28. Sasurai Bojō (さすらい慕情, 4 mars 2015)
29. Miren Gokoro (みれん心, 2 février 2016)

### Albums

#### Mini albums
1. Matatabi Enka Meikyokusen (股旅演歌名曲選, 21 juin 2000)
2. Matatabi Enka Meikyokusen II / Hakone Hachiri no Hanjirō (股旅演歌名曲選ＩＩ／箱根八里の半次郎, 21 octobre 2000) 68e
3. Ōi Okkake Otojirō (大井追っかけ音次郎, 21 novembre 2001) 30e

#### Albums complets
1. Jikiden Original Karaoke (直伝オリジナルカラオケ, 21 juin 2001)
2. Ginga: Hoshizora no Akiko (銀河～星空の秋子～, 22 novembre 2002) 6e
3. Otokogi (男気, 19 novembre 2003) 7e
4. Enka Jūniban Shōbu!: Omokoge no Miyako (演歌十二番勝負！～面影の都～, 23 novembre 2005) 5e
5. Collection of famous Showa era Enka songs from Hikawa Kiyoshi (氷川きよしの昭和の演歌名曲集, 21 mai 2014)

#### Albums de la série Enka Meikyoku Collection
1. Enka Meikyoku Collection Ōi Okkake Otojirō: Seishunhen (演歌名曲コレクション　大井追っかけ音次郎～青春編～, 21 juin 2001) 6e
2. Enka Meikyoku Collection 2: Kiyoshi no Zundoko Bushi (演歌名曲コレクション２～きよしのズンドコ節～, 22 mai 2002) 8e
3. Enka Meikyoku Collection 3: Hakkun no Shiro (演歌名曲コレクション3～白雲の城～, 21 mai 2003) 4e
4. Enka Meikyoku Collection 4 Banba no Chūtarō (演歌名曲コレクション４　番場の忠太郎, 1er septembre 2004) 5e
5. Enka Meikyoku Collection 5 Hatsukoi Ressha (演歌名曲コレクション５　初恋列車, 18 mai 2005) 2e
6. Enka Meikyoku Collection 6: Ikken (演歌名曲コレクション６～一剣～, 28 juin 2006) 5e
7. Enka Meikyoku Collection 7: Abayo, Kiyoshi no Sōran Bushi (演歌名曲コレクション7～あばよ・きよしのソーラン節～, 19 septembre 2007) 2e
8. Enka Meikyoku Collection 8: Genkai Funauta (演歌名曲コレクション8～玄海船歌～, 21 mai 2008) 2e
9. Enka Meikyoku Collection 9: Aishū no Mizuumi (演歌名曲コレクション9～哀愁の湖～, 10 décembre 2008) 4e
10. Enka Meikyoku Collection 10: Rōkyōku Ichidai (演歌名曲コレクション10～浪曲一代～, 20 mai 2009) 2e
11. Enka Meikyoku Collection 11: Tokimeki no Rumba (演歌名曲コレクション11～ときめきのルンバ～, 11 novembre 2009) 2e
12. Enka Meikyoku Collection 12: Shamisen Tabigarasu (演歌名曲コレクション12～三味線旅がらす～ ～, 23 juin 2010) 4e
13. Enka Meikyoku Collection 13: Niji-iro no Bayon (演歌名曲コレクション13～虹色のバイヨン～, 10 novembre 2010) 2e
14. Enka Meikyoku Collection 14: Ano ko to Nogiku to Watashi Bune (演歌名曲コレクション14～あの娘と野菊と渡し舟～, 1er juin 2011) 5e
15. Enka Meikyoku Collection 15: Jōnetsu no Mariacchi (氷川きよし・演歌名曲コレクション15〜情熱のマリアッチ〜, 23 novembre 2011)
16. Enka Meikyoku Collection 16: Sakura (氷川きよし・演歌名曲コレクション16〜櫻〜, 23 juin 2012)
17. Enka Meikyoku Collection 17: Saigo to kimeta hito dakara (氷川きよし・演歌名曲コレクション17〜最後と決めた女だから〜, 21 novembre 2012)
18. Enka Meikyoku Collection 18: Shigure no Minato (氷川きよし・演歌名曲コレクション18〜しぐれの港〜, 29 mai 2013)
19. Enka Meikyoku Collection 19: Manten no Hoshi (氷川きよし・演歌名曲コレクション19〜満天の瞳〜, 20 novembre 2013)
20. Enka Meikyoku Collection 20: Choito Kimagure Wataridori (氷川きよし・演歌名曲コレクション20〜ちょいときまぐれ渡り鳥〜, 19 novembre 2014)